# Ромул (басни)
«Ромул» (лат. Romulus) — условное название позднего сборника латинских прозаических басен.
Этот сборник сохранился в 9 рукописях X—XVII вв. и первопечатном тексте 1476 г. Он состоит из 81 (или 80) басен, разделенных на 4 книги. Сборник озаглавлен «Aesopi libri fabularum» и имеет пролог и эпилог. Эпилог написан от лица самого Эзопа, мнимого автора этих басен, пролог написан от лица некоего Ромула, мнимого переводчика этих басен на латинский язык, и обращен к его сыну Тиберину. К этому основному корпусу «ромуловских» басен примыкают два других рукописных сборника — Адемаровская рукопись начала XI в. (67 басен) и Виссенбургская рукопись XI в. (57 басен), добавляющие еще 17 басен. Таким образом, общее количество прозаических басен «Ромулова» круга достигает 98.
По-видимому, сборник сложился не раньше середины IV в. н. э. и не позднее конца V — начала VI в. н. э. Имя составителя и редактора сборника Ромул, если и не является псевдонимом, ничего не говорит исследователям. Из 98 басен «Ромула» 55 восходят к известному сборнику Федра, а остальные к не дошедшим до нас басням Федра; даже пролог и эпилог «Ромула» смонтированы из фрагментов федровских прологов и эпилогов. Тем не менее «Ромул» замалчивает имя Федра: предполагается, что эти басни сочинил Эзоп, перевел на латинский язык Ромул; для Федра нет места в этой фиктивной истории сочинения, и его имя нигде не упоминается.
Вместо классической литературной речи Федра мы находим в баснях «Ромула» живой разговорный язык позднего времени. Басни «Ромула» — замечательный памятник народной латыни. Поучительность составляет главный предмет заботы для «Ромула». Комический элемент совершенно исчезает, дидактический элемент господствует. Целевая аудитория сборника — низший слой римского общества, полуграмотные рабы и колоны.
В средневековой латинской литературе мы находим не меньше 12 переработок «Ромула», в том числе ряд стихотворных переложений. Научное издание "Ромула" по разным средневековым источникам начинается в XVIII веке - в частности, с лейденского издания 1709 г., подготовленного И. Ф. Нилантом.